# Comuna de Przerośl
Przerośl (polaco: Gmina Przerośl) é uma gminy (comuna) na Polónia, na voivodia de Podláquia e no condado de Suwałki. A sede do condado é a cidade de Przerośl.
De acordo com os censos de 2004, a comuna tem 3104 habitantes, com uma densidade 25,1 hab/km².

## Área
Estende-se por uma área de 123,84 km², incluindo:
- área agricola: 73%
- área florestal: 14%

## Demografia
Dados de 30 de Junho 2004:
|                      | Total   | Total | Mulheres | Mulheres | Homens  | Homens |
| -------------------- | ------- | ----- | -------- | -------- | ------- | ------ |
|                      | pessoas | %     | pessoas  | %        | pessoas | %      |
| População            | 3104    | 100   | 1548     | 49,9     | 1556    | 50,1   |
| Densidade (pop./km²) | 25,1    | 100   | 12,5     | 12,5     | 12,6    | 12,6   |

De acordo com dados de 2002, o rendimento médio per capita ascendia a 1537,34 zł.

## Subdivisões
- Blenda, Bućki, Hańcza, Iwaniszki, Kolonia Przerośl, Kruszki, Krzywólka, Łanowicze Duże, Łanowicze Małe, Morgi, Nowa Pawłówka, Nowa Przerośl, Olszanka, Prawy Las, Przełomka, Przerośl, Przystajne, Rakówek, Romanówka, Stara Pawłówka, Śmieciuchówka, Wersele, Zarzecze, Zusienko.

## Comunas vizinhas
- Dubeninki, Filipów, Jeleniewo, Suwałki, Wiżajny